# Atheris

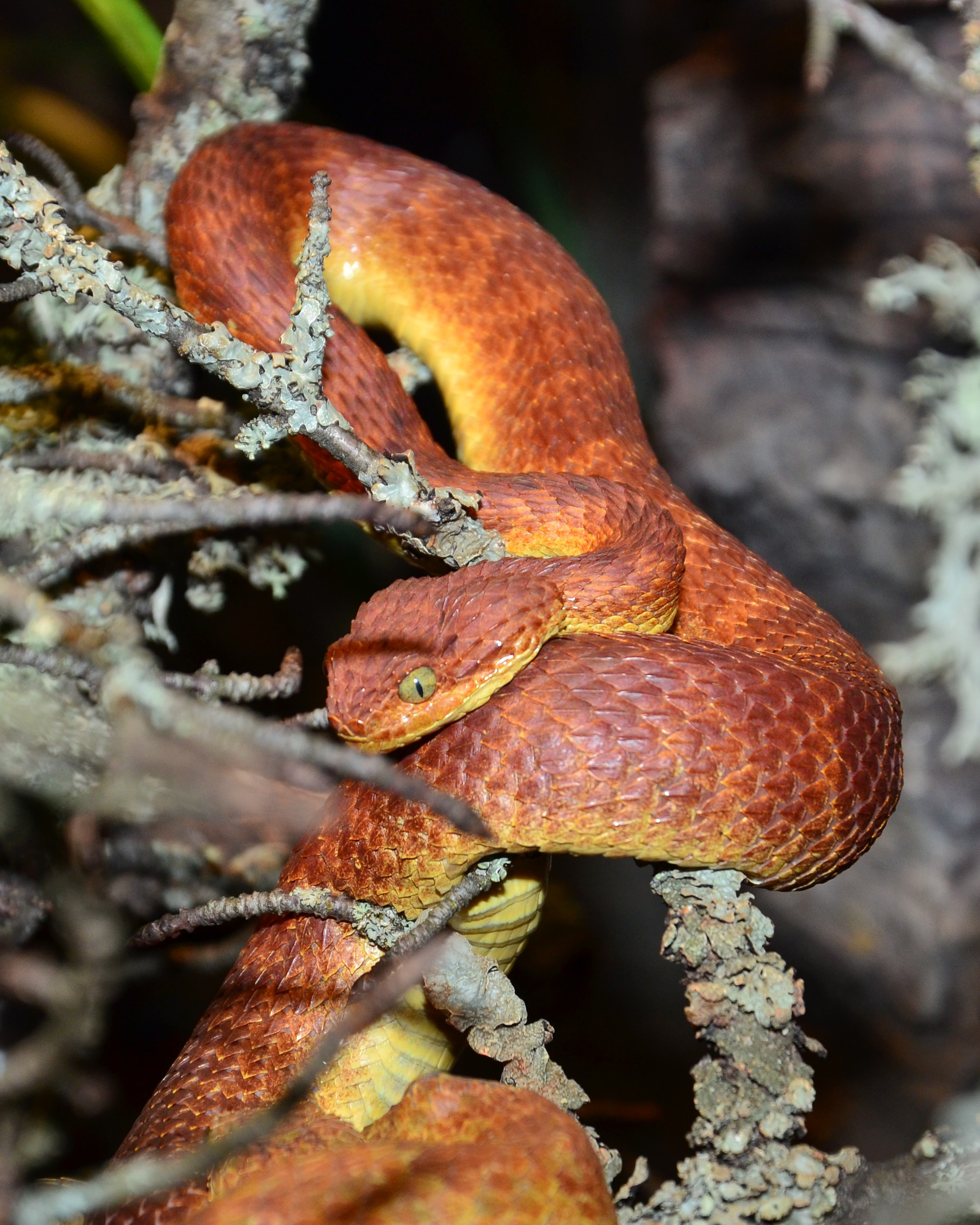
A. squamigera

Atheris é um género de víboras venenosas conhecidas como víboras-das-árvores. Podem ser encontradas apenas na África subsariana (excluindo a África Austral) e muitas espécies apresentam distribuições geográficas isoladas e fragmentadas devido a estarem restringidas às florestas húmidas. São um exemplo de evolução convergente, tendo muitas semelhanças com as víboras-de-fossetas da Ásia e América do Sul. São reconhecidas 17 espécies e nenhuma subespécie.

## Descrição
São de tamanho relativamente pequeno, com os adultos a atingirem um comprimento total que vai dos 40 cm de A. katangensis até ao máximo de 78 cm de A. squamigera.
Todas as espécies têm cabeça achatada de forma triangular distinta do pescoço. O canthus rostralis é também distinto e o focinho é achatado. A coroa está coberta por pequenas escamas imbricadas ou lisas, nenhuma das quais de maior tamanho. Os olhos são relativamente grandes com pupilas elípticas. Os olhos estão separados das supralabiais por 1 a 3 filas de escamas e das nasais por 2 a 3 escamas.
O corpo é esguio, as escamas dorsais são sobrepostas e fortemente enquilhadas com fossas apicais. Lateralmente estas são menores que as mesodorsais. A meio-corpo existem 14 a 36 filas de escamas dorsais. Apresentam de 133 a 175 escamas ventrais arredondadas. As escamas subcaudais são solitárias e são de 38 a 67. A cauda é fortemente preênsil e pode suportar o peso do corpo quando suspendido desde um ramo.
Os membros deste género apresentam uma grande variedade de cores e padrões, frequentemente entre indivíduos de uma mesma espécie. A. ceratophora e A. squamigera são particularmenre variáveis.

## Distribuição geográfica
Podem ser encontradas na África subsariana tropical, excluindo a África Austral.
Algumas espécies têm apenas populações isoladas, sobrevivendo em pequenas secções de floresta húmida antiga. Está claro que alguma vez tiveram uma distribuição muito mais ampla, mas actualmente estão em declínio.

## Habitat
Habitam regiões de floresta húmida, sobretudo em áreas remotas longe da actividade humana.

## Estado de conservação
Algumas espécies estão ameaçadas pela destruição do seu habitat.

## Comportamento
Todas as espécies são estrictamente arborícolas, embora possam por vezes ser encontradas próximo do ou no solo.

## Dieta
É conhecido o facto de as espécies de Atheris serem predadores de vários pequenos anfíbios, lagarto, roedores, aves e até mesmo de outras serpentes.  Algumas espécies ou populações podem estar especializadas em alimentar-se de rãs, mas a maioria tem sido descrita como caçadores oportunistas.Tipicamente, as presas são emboscadas desde uma posição pendurada, detidas até que sucumbem ao veneno e logo engolidas.

## Reprodução
Todas as espécies de Atheris são ovovivíparas. O acasalamento ocorre entre outubro e novembro e as fêmeas dão à luz juvenis vivos em março e abril.

## Veneno
Não se conhece muito sobre o seu veneno excepto que é fortemente hemotóxico, provocando dor, inchaço e problemas de coagulação sanguínea. Até recentemente, o seu veneno era muitas vezes considerado menos tóxico que os de outras espécies, talvez porque as mordeduras são pouco comuns, mas tal não se comprovou. Conhecem-se actualmente vários relatos de mordeduras que conduziram a hemorragias severas. Um caso foi fatal. Não existe anti-veneno específico para Atheris e os anti-venenos usados para tratar mordeduras de outras espécies parecem produzir pouco efeito, embora tenha sido relatado que o anti-veneno para Echis pode ser de utilidade no caso de mordedura de A. squamigera.

## Espécies
| Espécie        | Autoridade                        | Subesp.* | Nome vulgar        | Distribuição geográfica |
| -------------- | --------------------------------- | -------- | ------------------ | --- |
| A. acuminata   | Broadley, 1998                    | 0        |                    | Oeste do Uganda. |
| A. anisolepis  | Mocquard, 1887                    | 0        |                    | África Central ocidental: Gabão, República do Congo, R. D. Congo, norte de Angola. |
| A. barbouri    | Loveridge, 1930                   | 0        |                    | Montes Udzungwa e Ukinga, Tanzânia. |
| A. broadleyi   | Lawson, 1999                      | 0        |                    | Nigéria, Camarões, República Centro-Africana, República do Congo. |
| A. ceratophora | F. Werner, 1895                   | 0        |                    | Montes Usambara e Uzungwe na Tanzânia. |
| A. chlorechisT | (Pel, 1851)                       | 0        |                    | África Ocidental incluindo Guiné-Bissau, Guiné, Serra Leoa, Libéria, Costa do Marfim, Gana, Togo, Benim, populações isoladas na Nigéria, Camarões, Guiné Equatorial e Gabão.                                                                   |
| A. desaixi     | Ashe, 1968                        | 0        |                    | Duas populações isoladas no Quénia: nos bosques de Chuka, sudeste do Monte Quénia, e Igembe no norte das montas Nyambeni. |
| A. hetfieldi   | Ceriaco & Marques, 2020           | 0        |                    | No sopé de um vulcão na ilha de Bioko, na Guiné-Equatorial. |
| A. hirsuta     | Ernst & Rödel, 2002               | 0        |                    | Sudoeste da Costa do Marfim |
| A. hispida     | Laurent, 1955                     | 0        |                    | África Central: R.D. Congo, sudoeste do Uganda, oeste do Quénia. |
| A. katangensis | de Witte, 1953                    | 0        |                    | Restringida ao Parque Nacional de Upemba, no leste da R. D. Congo. |
| A. mabuensis   | Branch & Bayliss, 2009            | 0        |                    | Monte Mabu e Monte Namuli, norte de Moçambique |
| A. matildae    | Menegon, Davenport & Howell, 2011 | 0        |                    | Sudoeste da Tanzania |
| A. nitschei    | Tornier, 1902                     | 1        |                    | África Central desde o leste da R.D: Congo, Uganda e oeste da Tanzânia para sul até ao norte do Malawi e norte da Zâmbia |
| A. rungweensis | Bogert, 1940                      | 0        |                    | Sudoeste da Tanzânia, nordeste da Zâmbia, norte do Malawi. |
| A. squamigera  | (Hallowell, 1856)                 | 0        | Víbora-das-árvores | África Central e Ocidental: Costa do Marfim e Gana, para leste atravessando o sul da Nigéria até aos Camarões, sul da República Centro-Africana, Gabão, Congo, R.D. Congo, norte de Angola, Uganda, Tanzânia, oeste do Quénia e ilha de Bioko. |
| A. subocularis | Fischer, 1888                     | 0        |                    | Camarões |

*) Não inclui espécies nominativa.

T) espécie-tipo.